# Camotán
Camotán è un comune del Guatemala facente parte del dipartimento di Chiquimula.